# 미하일 숄로호프
미하일 알렉산드로비치 숄로호프(러시아어: Михаи́л Алекса́ндрович Шо́лохов, 1905년 5월 24일 ~ 1984년 2월 21일)는 소련의 소설가이자 노벨 문학상 수상자이다.

## 생애
돈강가의 카자크 마을에서 태어나, 노동·교원·사무원 등에 종사하며 문학을 공부하였다. 1923년 첫 작품 《새끼 말》을 발표하였으며, 이어 〈돈 강의 이야기〉, 〈유리색의 황야〉 등 20여 편의 단편을 발표하였다. 그 후 1925년부터는 자기 고향 마을에 정착하면서 러시아 문학의 최고 걸작 중 하나인 《조용한 돈강》의 집필에 착수하여, 1928년에 제1권, 1929년에 제2권, 1933년에 제3권, 1940년에 제4권을 내어 15년 만에 완성시켰다. 제2차 세계 대전 때 보도원으로 참전하고, 1942년 파시스트에 대한 증오와 애국적인 감정을 고취시킨 단편 〈증오의 과학〉을 발표하였다. 1946년 러시아군의 위력을 예술적으로 묘사한 《그들은 조국을 위해 싸웠다》를 저술하였다.
그 밖에도 전쟁의 비극과 전쟁 고아에 대한 인간애를 그린 《인간의 운명》이 있다. 문학상의 공로를 인정받아 레닌 상을 받았고, 《조용한 돈강》은 스탈린 상을 받았다. 그리고 마침내 1965년 노벨 문학상을 받았다.